# Satka
Satka (in russo Сатка?) è una città di 42 000 abitanti situata nell'oblast' di Čeljabinsk, in Russia, nell'area dei Monti Urali. È il centro amministrativo del rajon Satkinskij. 
Si trova 176 km a est di Čeljabinsk. Venerdì 15 febbraio 2013 la zona intorno a questa città è stata oggetto di una pioggia di meteoriti che ha causato 400 feriti.